# Ko Ko Bop
«Ko Ko Bop» (en hangul, 코코밥) es una canción grabada por la boy band surcoreana EXO para su cuarto álbum de estudio The War. Fue publicada en coreano y mandarín por S.M. Entertainment el 18 de julio de 2017.

## Antecedentes y lanzamiento
Producida por Paul Thompson y escrita por Chen, Chanyeol, Baekhyun, JQ Hyun y Ji Won, «Ko Ko Bop» se describe como una canción de reggae-pop y EDM con guitarra rítmica y sonidos graves, un estilo nunca antes explorado por el grupo. La canción fue publicada el 18 de julio de 2017 junto con el álbum.

## Vídeo musical
Los vídeos musicales en coreano y mandarín de «Ko Ko Bop», fueron liberados el 18 de julio de 2017. El videoclip muestra un ambiente tropical, colorido y lleno de naturaleza, también pueden verse escenas de automóviles y hamburguesas flotantes, acompañado de una coreografía.

## Promoción
EXO comenzó las promociones en el programa musical M! Countdown el 20 de julio de 2017.

## Recepción
«Ko Ko Bop» se posicionó en el primer lugar de las listas musicales: Gaon Digital Chart, Melon, Genie, Bugs, Naver, Olleh y Soribada.

## Posicionamiento en listas
| Lista (2017)                 | Mejor posición |
| ---------------------------- | -------------- |
| Sencillos surcoreanos (Gaon) | 1              |
| Sencillos chinos (Billboard) | 2              |
| US World (Billboard)         | 2              |

## Ventas
| Región               | Ventas  |
| -------------------- | ------- |
| Corea del Sur (Gaon) | 950 231 |

## Premios y nominaciones

### Victorias en programas musicales

#### Show Champion
| Año  | Fecha       | Canción     | Ref    |
| ---- | ----------- | ----------- | ------ |
| 2017 | 26 de julio | «Ko Ko Bop» | [ 11 ] |

#### M! Countdown
| Año  | Fecha       | Canción     | Ref    |
| ---- | ----------- | ----------- | ------ |
| 2017 | 27 de julio | «Ko Ko Bop» | [ 12 ] |

#### Music Bank
| Año  | Fecha       | Canción     | Ref    |
| ---- | ----------- | ----------- | ------ |
| 2017 | 28 de julio | «Ko Ko Bop» | [ 13 ] |